# Guinyot

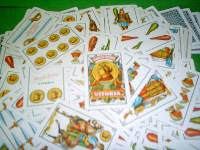
Diferents cartes de la baralla espanyola.

El guinyot és un joc de cartes similar al tuti i a la brisca, al seu torn emparentats amb les diverses variants de la bríscola jugada a Itàlia. El guinyot està molt estès a diverses zones d'Espanya com Sòria, Conca, Navarra i Aragó; als Països Catalans és un joc molt popular a les zones limítrofes amb l'Aragó, sobretot a Castelló i a les comarques del Baix Ebre, Montsià, Ribera d'Ebre i Terra Alta, on hi ha molta afició. En molts llocs, com a la Pobla de Benifassà, Masdenverge, Benifallet, Remolins o Santa Bàrbara, s'organitzen campionats de guinyot a les festes majors. És molt popular també a la comarca de l'Alcoià i el Comtat, on s'organitzen també campionats entre les filades, i es juga una modalitat especial que alterna aquest joc amb el joc anomenat cau.

## Regles del joc
Les primeres regles escrites conegudes és de 1896, i fins llavors era de transmissió oral.El guinyot es juga amb la baralla espanyola de la qual se separen els vuits i els nous. Hi participen quatre jugadors que formen parella; els membres d'una parella s'asseuen un enfront de l'altre. Es reparteixen sis cartes a cada jugador i una carta es desa de cara amunt al centre de la taula; aquesta carta serà el trumfo, o atot; és a dir, marca el pal de cartes que és més valuós: or, copa, espasa o bastó. La resta de cartes es col·loquen boca avall al seu damunt.
L'objectiu del joc és guanyar punts. Tanmateix, no es comença a sumar punts en positiu, sinó que es guanyen punts "dolents". Abans de fer els 50 primers punts, aquests se'n diuen "dolents". Una vegada passes de 50 es torna a comptar des de 0, i aquesta vegada ja són punts "bons". Aquí llavors, la parella qui arriba a sumar 101 punts "bons" guanya una cama (individualment són 51 punts).
Cada partida rep el nom de cama; quan una parella guanya quatre cames, aconsegueix un coto; un guinyot complet es juga al millor de tres cotos.
La partida s'organitza per torns individuals, en sentit contrari a les agulles del rellotge. En primer lloc cada jugador ha d'agafar (plegar) una carta del muntó de cartes cap per vall. El primer jugador ensenya una carta, i els altres han de decidir ensenyar una carta més valuosa o no (segons el criteri de cada jugador), i així fins que tots han ensenyat una carta. El guanyador de la ronda és el que hagi ensenyat la carta més valuosa (de més punts), i d'aquesta manera es queda les cartes, boca avall en un muntó, i no es poden tornar a utilitzar.
S'ha de tenir en compte que les cartes de trumfo són més valuoses que totes (recomanable guardar-les pel final). Qui ha guanyat la ronda (qui es queda les cartes) és qui llavors ensenya la carta en primer lloc.
Es continua aquest procediment fins que s'acaben les cartes del muntó, i llavors es juga amb les cartes de la baralla de cada jugador, seguint el mateix procediment, però aquest cop els jugadors hauran d'intentar ensenyar una carta del mateix pal que la carta que ha ensenyat el primer, i si no poden, haurà de ser trumfo.
Quan s'han jugat totes les cartes, cada jugador ha de sumar els punts de les cartes que han guanyat, del seu muntó cap per avall. Qui guanya l'última basada, té 10 punts extres (anomenades les deu de la "radera" ('darrera') a les Terres de l'Ebre).
Altres: si la carta que ha sortit de trumfo és una carta valuosa (amb punts), qui tingui la carta número 7 del trumfo la podrà canviar una vegada hagi guanyat una ronda.

## Punts
Cada carta té assignada uns punts:
| Carta |          |          |         |         |         |
| Nom   | As       | Tres     | Rei     | Sota    | Cavall  |
| Valor | 11 punts | 10 punts | 4 punts | 3 punts | 2 punts |

A més, si un jugador reuneix un rei i una sota del mateix pal: ha de cantar vint (se li sumen vint punts) si són d'un pal que no és el del trumfo. Si són el rei i la sota del trumfo llavors canta quaranta (cantar les "coranta" a les Terres de l'Ebre). L'acte de cantar quaranta consisteix a picar amb la mà a la taula, sense trencar-la i sense dir cap paraula. Les vint s'ensenyen. Només es pot cantar quan es guanya la ronda, és a dir, quan s'ha guanyat i toca agafar carta primer.

### Sumatori ràpid dels punts (nivell expert)
Segons l'explicació anterior del sistema de punts, entre les dues parelles han de sumar 30 "punts bons" (130 punts en total). Per exemple, si una parella aconsegueix 19 punts ''bons'', l'altra parella aconsegueix 11 punts ''bons''.
Aquest sumatori ràpid es veu moltes vegades a bars de pobles o barris.